# Sansevieria sinus-simiorum
Sansevieria sinus-simiorum är en sparrisväxtart som beskrevs av Chahin. Sansevieria sinus-simiorum ingår i släktet bajonettliljor, och familjen sparrisväxter. Inga underarter finns listade i Catalogue of Life.